# Jorge Fábregas (Hockeyspieler)
Jorge Fábregas Bosch oder katalanisch Jordi Fàbregas i Bosch (* 26. Juli 1947 in Barcelona) ist ein ehemaliger spanischer Hockeyspieler. Er gewann mit der spanischen Nationalmannschaft die Silbermedaille bei der Weltmeisterschaft 1971 und war 1974 Europameister.

## Karriere
1968 bei den Olympischen Spielen in Mexiko-Stadt belegten die Spanier in der Vorrunde den vierten Platz in ihrer Gruppe. Im Platzierungsspiel um den fünften Platz unterlagen die Spanier der niederländischen Mannschaft mit 0:1 nach Verlängerung. Bei der Weltmeisterschaft 1971 spielten die Spanier in der Vorrunde in der gleichen Gruppe wie die pakistanische Mannschaft und belegten nach einem 3:2-Sieg über Pakistan den ersten Rang in der Vorrunde. Im Finale trafen die beiden Mannschaften wieder aufeinander und diesmal siegte Pakistan mit 1:0. 1972 bei den Olympischen Spielen in München belegten die Spanier wie vier Jahre zuvor den vierten Platz in ihrer Vorrundengruppe. In den Platzierungsspielen erreichten sie den siebten Platz. Mit vier Toren war Jorge Fábregas erfolgreichster Torschütze seiner Mannschaft.
1974 fand in Madrid die zweite Europameisterschaft der Herren statt. Die spanische Mannschaft belegte in der Vorrunde den ersten Platz vor den punktgleichen Walisern. Mit einem 2:1 gegen die Franzosen im Viertelfinale und einem Halbfinalsieg mit 1:0 über die Niederländer erreichten die Spanier das Finale. Dort gewannen sie mit 1:0 gegen die deutsche Mannschaft. 1976 bei den Olympischen Spielen in Montreal belegten die Spanier in der Vorrunde den dritten Platz. Im Spiel um den fünften Platz unterlagen die Spanier der deutschen Mannschaft mit 1:9.
Der Mittelstürmer Jorge Fábregas spielte in der spanischen Liga für den Real Club de Polo de Barcelona, den spanischen Meister 1970, 1977, 1978 und 1980. Seine Brüder Eduardo Fábregas und Francisco Fábregas nahmen auch an Olympischen Spielen teil.